# Break the Ice
「ブレーク・ジ・アイス」 ("Break the Ice")はストラトヴァリウスの3枚目のシングル。Bluelight Recordsからリリースされた。ファーストアルバム『フライト・ナイト』に収録されている。ティモ・トルキ作曲、アンティ・イコーネン作詞。
2005年発売のアルバム『ストラトヴァリウス』の日本版CDではCD EXTRA仕様となっており、トルキが歌うこの曲のライヴ映像を見ることができる。

## 収録曲
1. "Break the Ice" (4:39)
2. "Lead Us into the Light" (5:45)